# Bekaert Textiles
Bekaert Textiles is een textielgroep gespecialiseerd in de productie van matrasstof. Het hoofdkantoor is gevestigd te Waregem en het bedrijf is sinds medio 2015 onderdeel van aan het Duitse bedrijf Franz Haniel & Cie. Bekaert Textiles heeft vestigingen in de Verenigde Staten, Duitsland, Tsjechië, China, Argentinië, Mexico, Turkije, Spanje en Australië.
Het bedrijf werd in 1892 opgericht door Ivo Bekaert. Het bedrijf werd in 1992 overgenomen door het Nederlandse bedrijf Gamma Holding. Gamma Holding werd in 2012 gekocht door Parcom en Gilde Buy Out Partners van Gilde Investment Management.
In Waregem werkten eind 20e eeuw nog 1.500 mensen bij de vervaardiging van grondstoffen voor matrassen. Op 26 september 2008 werd het ontslag bekendgemaakt van 281 mensen. Ook de vestiging in Münchberg, met 83 werknemers, zou sluiten. Volgens de lezing van het bedrijf speelde overcapaciteit een rol. Uiteraard is de productie geheel naar lagelonenlanden overgebracht. In 2009 werd de fabriek te Waregem gesloten en bleef er ter plaatse enkel het hoofdkantoor en een kleine ontwikkelingsafdeling bestaan.
In april 2015 werd Bekaert Textiles verkocht aan het Duitse familieconglomeraat Franz Haniel & Cie. Bekaert Textiles realiseerde met 1400 werknemers een jaaromzet van ruim 200 miljoen euro. Na de overname van Gamma Holding door Gilde en Parcom is de onderneming verder gegroeid mede door de overname in 2012 van de Spaanse branchegenoot Enbasa Laval. Haniel, gevestigd in Duisburg, is opgericht in 1756. Haniel is actief op het gebied van de handel en dienstverlening. De groep boekte in 2014 een omzet van 4 miljard euro en telde 11.500 medewerkers.